# Austroaeschna
Austroaeschna là một chi chuồn chuồn ngô thuộc họ Aeshnidae.
Chi có các loài sau:
- Austroaeschna anacantha Tillyard, 1908 - Western Darner
- Austroaeschna atrata Martin, 1909 - Mountain Darner
- Austroaeschna christine Theischinger, 1993 - S-Spot Darner
- Austroaeschna cooloola Theischinger, 1991 - Wallum Darner
- Austroaeschna eungella Theischinger, 1993 - Eungella Darner
- Austroaeschna flavomaculata Tillyard, 1916 - Alpine Darner
- Austroaeschna (Dromaeschna) forcipata (Tillyard, 1907) - Green-Striped Darner
- Austroaeschna hardyi Tillyard, 1917 - Lesser Tasmanian Darner
- Austroaeschna inermis Martin, 1901 - Whitewater Darner
- Austroaeschna ingrid Theischinger, 2008
- Austroaeschna muelleri Theischinger, 1982 - Carnarvon Darner
- Austroaeschna multipunctata (Martin, 1901) - Multi-Spotted Darner
- Austroaeschna obscura Theischinger, 1982 - Sydney Mountain Darner
- Austroaeschna parvistigma Selys, 1883 - Swamp Darner
- Austroaeschna pulchra Tillyard in Martin, 1909 - Forest Darner
- Austroaeschna sigma Theischinger, 1982 - Sigma Darner
- Austroaeschna speciosa Sjöstedt, 1917 - Tropical Unicorn Darner
- Austroaeschna subapicalis Theischinger, 1982 - Conehead Darner
- Austroaeschna tasmanica Tillyard, 1916 - Tasmanian Darner
- Austroaeschna unicornis (Martin, 1901) - Unicorn Darner
- Austroaeschna (Dromaeschna) weiskei Förster, 1908 - Ochre-Tipped Darner

## Hình ảnh

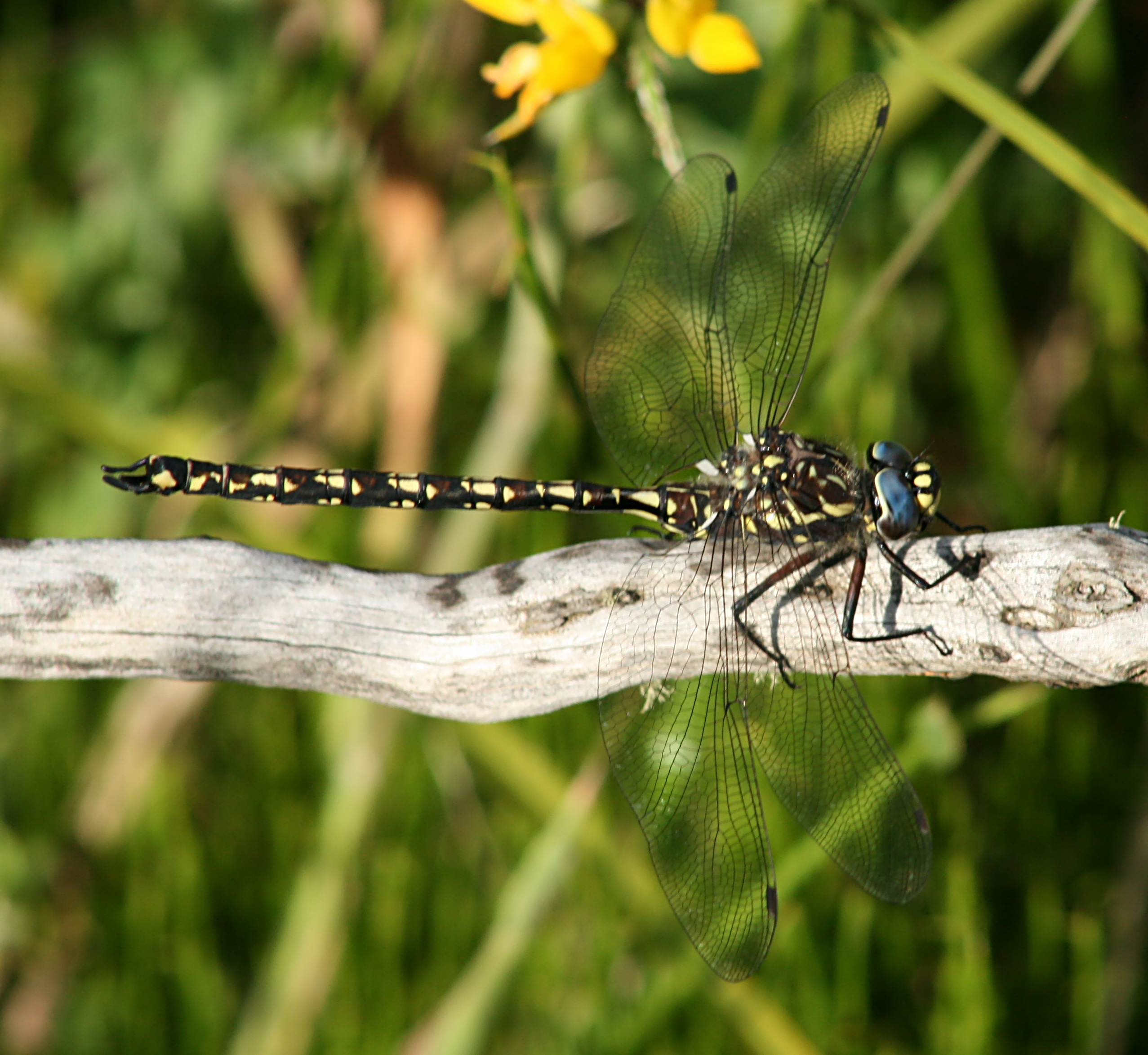